# Могоча (аэродром)
Могоча (Mogocha) — заброшенный военный аэродром армейской авиации (вертодром), расположен на западной окраине г. Могоча Забайкальского края.

## История
1 августа 1968 года в г. Могоча Читинской области, на основании директивы ГШ СВ от 4 июня 1968 года и штаба Забайкальского ВО от 21 июня 1968 года была сформирована 11-я отдельная воздушно-штурмовая бригада (в/ч 21460).
Основой бригады стали — 1-й мотострелковый батальон 113-го гвардейского мотострелкового Новогеоргиевского Краснознаменного полка 38-й гвардейской мотострелковой дивизии, переименованный в 617-й отдельный воздушно-десантный батальон. Прибывшие из состава Московского ВО (с аэродрома Торжок) эскадрилья вертолетов Ми-8 (696-го отдельного вертолетного полка), 656-я отдельная рота связи, 49-я отдельная рота аэродромно-технического обеспечения стали основой 211-й авиационной группы (в/ч 22644).
1 сентября 1977 года 211-я авиационная группа переформирована в 307-й боевой вертолетный полк (в/ч 36693) на Ми-8 и Ми-24, и 329-й транспортно-боевой вертолетный полк (в/ч 36656), Ми-6 и Ми-8; сформировано два ОБАТО, дивизион связи и РТО преобразован в две отдельные роты связи и РТО.
С 1981 по 1987 годы эскадрильи двух вертолетных полков принимали участие в боевых действиях на территории Афганистана. В начале 1988 года 307-й и 329-й вертолетные полки был выведены из состава бригады.
На основании Директивы Министра обороны СССР от 6 декабря 1989 года № 314/3/001592 11-я ОДШБ передана в состав Воздушно-десантных войск. В этом же году 307-й вертолётный полк был расформирован. В 1992 году бригада сменила место дислокации и переведена в пос. Сосновый Бор (г. Улан-Удэ).
В 329-м ОВП на 1990 год имелось 20 вертолётов Ми-6 и 40 вертолётов Ми-8. 329-й вертолётный полк расформирован в 1998 году.
В настоящее время аэродром Могоча заброшен, возможно использование лётного поля в качестве посадочной площадки с подбором. На южной окраине аэродрома располагается рота РТВ от в/ч 75313.

## География и климат
Расположен в предгорьях Амазарского хребта, у впадения реки Могоча в реку Амазар (приток Амура), в 709 км к северо-востоку от Читы.
Климат резко континентальный с муссонными чертами — большие как суточные, так и годовые перепады температуры. Очень холодная и практически бесснежная зима сменяется на не очень жаркое, зато очень дождливое лето. Почти все выпадающие здесь за год осадки приходятся на летние месяцы, при дневных температурах воздуха в пределах +21-25° градусов, тогда как ночью всего +6-10°. В декабре (самый холодный месяц) средняя дневная температура составляет −21°С, средняя ночная — 34°С, в отдельные годы зарегистрировано максимально до −53 градусов.

## Интересно, что
В военной среде бытовало мнение, что хуже гарнизона в СССР, чем в Могоче — нет, что, безусловно, имело под собой веские основания (народный фольклор: «Бог придумал Сочи, ну а чёрт — Могочи». «Кто жил в Могочинских казармах, тому не страшен Бухенвальд»).